# Chemex

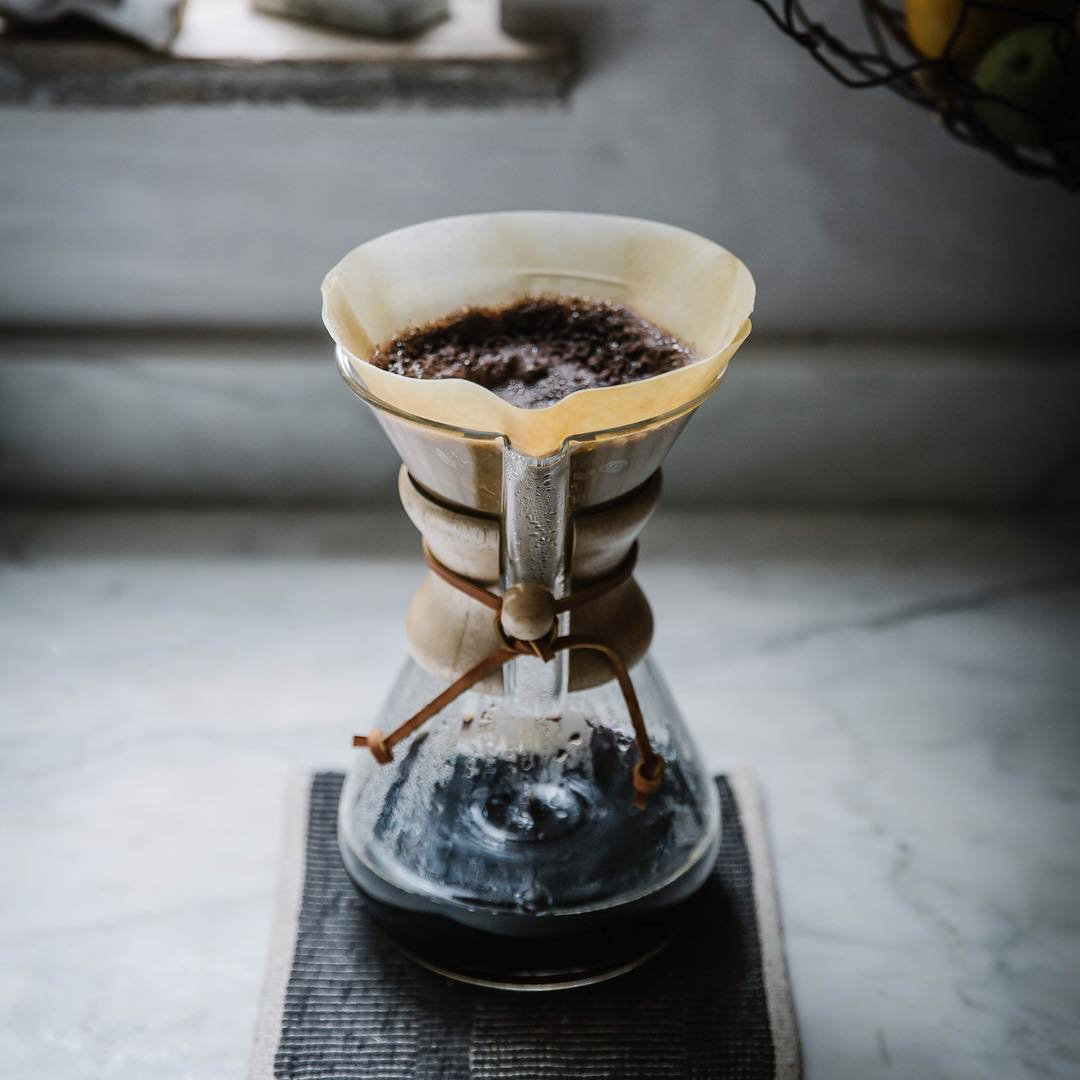
Chemex

La Chemex est à la fois une cafetière filtre et un objet design inventé par Peter Schlumbohm en 1941. « Chemex » est une marque déposée en France depuis le 4 juin 2014. Aujourd'hui par métonymie, le mot Chemex désigne aussi bien un objet que la méthode pour l'utiliser.

## Design
La cafetière Chemex est réalisée à la main par la société Chemex Corporation à partir de verre soufflé de très haute qualité et résistant. Elle est en forme de sablier. La partie supérieure est évasée avec un bec verseur et sert de support à un filtre. Le modèle classique est accompagné d'une poignée en bois réfractaire à la chaleur sur laquelle est attachée une lanière en cuir. D'autres modèles ont fait leur apparition, notamment la série Glass Handle avec une anse en remplacement de la poignée.
La Chemex est exposée dans plusieurs musées, notamment dans la collection permanente du Museum of Modern Art à New York et au New York's Corning Museum of Glass.